# Z-Plan

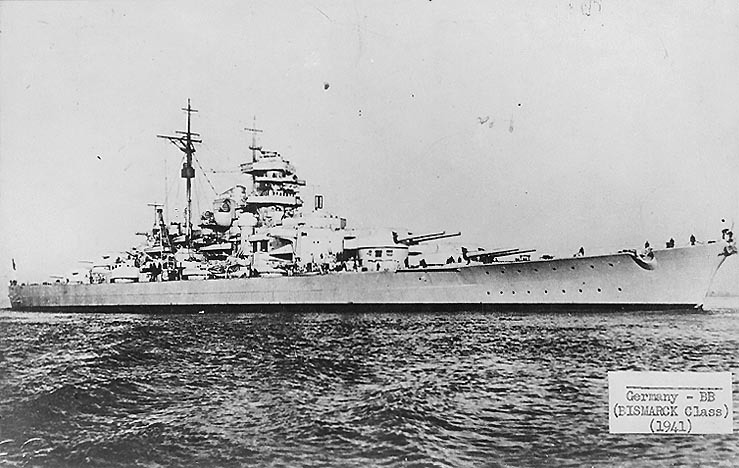
De Bismarck

Z-Plan is de naam van de grote vlootuitbreiding van de Duitse Kriegsmarine die ontwikkeld werd door Großadmiral Erich Raeder in 1938-1939 en door Hitler op 27 januari 1939 per wet in werking werd gesteld.

## Na de Eerste Wereldoorlog
Volgens de bepalingen van het Verdrag van Versailles was de marine beperkt tot zes pantserschepen, zes kruisers, twaalf torpedobootjagers en twaalf torpedoboten. Het Verdrag bepaalde ook dat de vervangers van de pantserschepen niet groter mochten zijn dan 10.000 ton. Daarom werd het panzerschiff concept bedacht - het was vooral bedoeld tegen koopvaardijschepen met de voorwaarde dat ze "sterker dan snellere vijanden" (kruisers) en "sneller dan sterkere vijanden" (slagschepen) was. Hieruit kwam de Deutschland voort, een schip met zes 11-inch kanonnen en een snelheid van 28 knopen. Twee andere schepen, Admiral Scheer en Admiral Graf Spee, volgden.

## Nazi's aan de macht
In 1933 werd Adolf Hitler Rijkskanselier van Duitsland. Hij onttrok zich aan het Verdrag van Versailles en begon met de systematische opbouw van de strijdkrachten. In 1935 kon Duitsland het Brits-Duits vlootverdrag afsluiten, waarbij de bepalingen van het verdrag van Versailles opgegeven werden, en Duitsland een vloot mocht bouwen ter grootte van 35% van de Britse vloot. Al voor het vlootverdrag was er nagedacht over verder vervangers van de oude pantserschepen, Panzerschiffe D & E - dit werden de Scharnhorst en de Gneisenau - die groter waren dan hun voorgangers, met negen in plaats van zes kanonnen. Tegelijkertijd werden er studies gemaakt om twee grotere schepen te bouwen. Aanvankelijk zouden dit pantserschepen worden met 15-inch kanonnen, maar door ontwikkelingen in de Franse vloot werden ze opnieuw ontworpen als volledige schlachtschiffe (slagschepen). Ook werd er begonnen met de bouw van een reeks van vijf zware kruisers en werden twee vliegdekschepen op stapel gezet. Als eerste werd begonnen aan de bouw van het vliegdekschip Graf Zeppelin in 1936, aan de tweede, Flugzeugträger B, werd begonnen in 1938.
Met het vlootverdrag van 1935 wilden de Britten de Duitsers tegemoetkomen, de Britten wilden in geen geval terug in conflicten op het continent betrokken worden en dit kwam Hitler goed uit. Hij respecteerde het verdrag scrupuleus, en de schepen die in bouw gegeven werden waren ook duidelijk bedoeld als tegengewicht voor de Franse marine.

## Plan: Oppervlaktevloot versus U-Boot
Binnen de Kriegsmarine waren er twee opvattingen over de opbouw van de marine:
- Een grote oppervlaktevloot die in staat was om het op te nemen tegen de sterkste potentiële tegenstanders (Groot-Brittannië en Frankrijk).
- Een grote U-bootvloot en middelgrote oppervlakteschepen zoals panzerschiffe voor gebruik tegen koopvaardijschepen.

Om echter koopvaardijschepen aan te vallen in de Atlantische Oceaan zouden Duitse schepen de Noordzee moeten oversteken. Omdat ze hierbij zeer waarschijnlijk op vele Britse slagschepen zouden stuitten werd voor de eerste optie gekozen.

## Het Plan
Volgens het plan zouden er twee grote slagschepen worden voltooid - de Bismarck en de Tirpitz - drie zware kruisers - de Admiral Hipper, de Blücher en de Prinz Eugen - en twee in 1939 te water gelaten schepen - de Seydlitz en de Lützow - voordat er met de bouw werd begonnen van de rest van de vloot. Het plan was dat de meerderheid van de schepen zou zijn voltooid in 1944:
- zes H klasse slagschepen
- drie slagkruisers
- twaalf pantserschepen
- vier vliegdekschepen
- zes lichte kruisers

Midden 1939, na de tewaterlating van de Bismarck en de Tirpitz werd de kiel gelegd voor de eerste drie slagschepen van een verbeterd ontwerp, terwijl orders werden geplaatst voor aangepaste Messerschmitt Bf 109 jagers en Junkers Ju 87 duikbommenwerpers voor de vliegdekschepen.
Bij het uitbreken van de Tweede Wereldoorlog werd het plan direct geschrapt. In plaats daarvan werd de focus verlegd op de productie van U-boten.